# Кэмпбелл (Канберра)

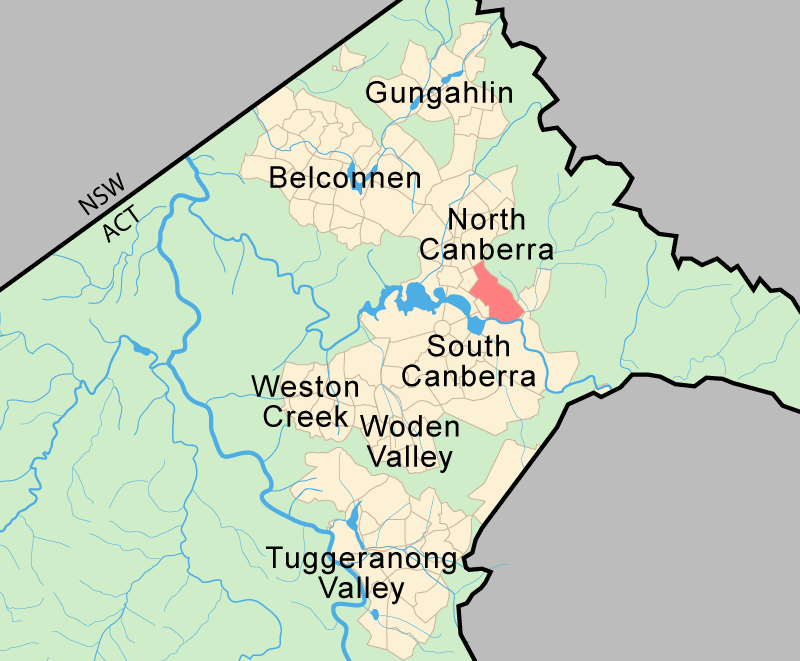
Расположение района Кэмпбелл

Кэмпбелл (англ. Campbell) — район в округе Северная Канберра города Канберра, столицы Австралии. Основан в 1928 году. Почтовый индекс 2612. Население Кэмпбелла по данным переписи 2006 года составляет 4 797 человек. В районе насчитывается 1 542 частных домовладения. Район расположен к юго-востоку от центрального делового района Канберры, у подножья горы Эйнсли.

## Этимология названия

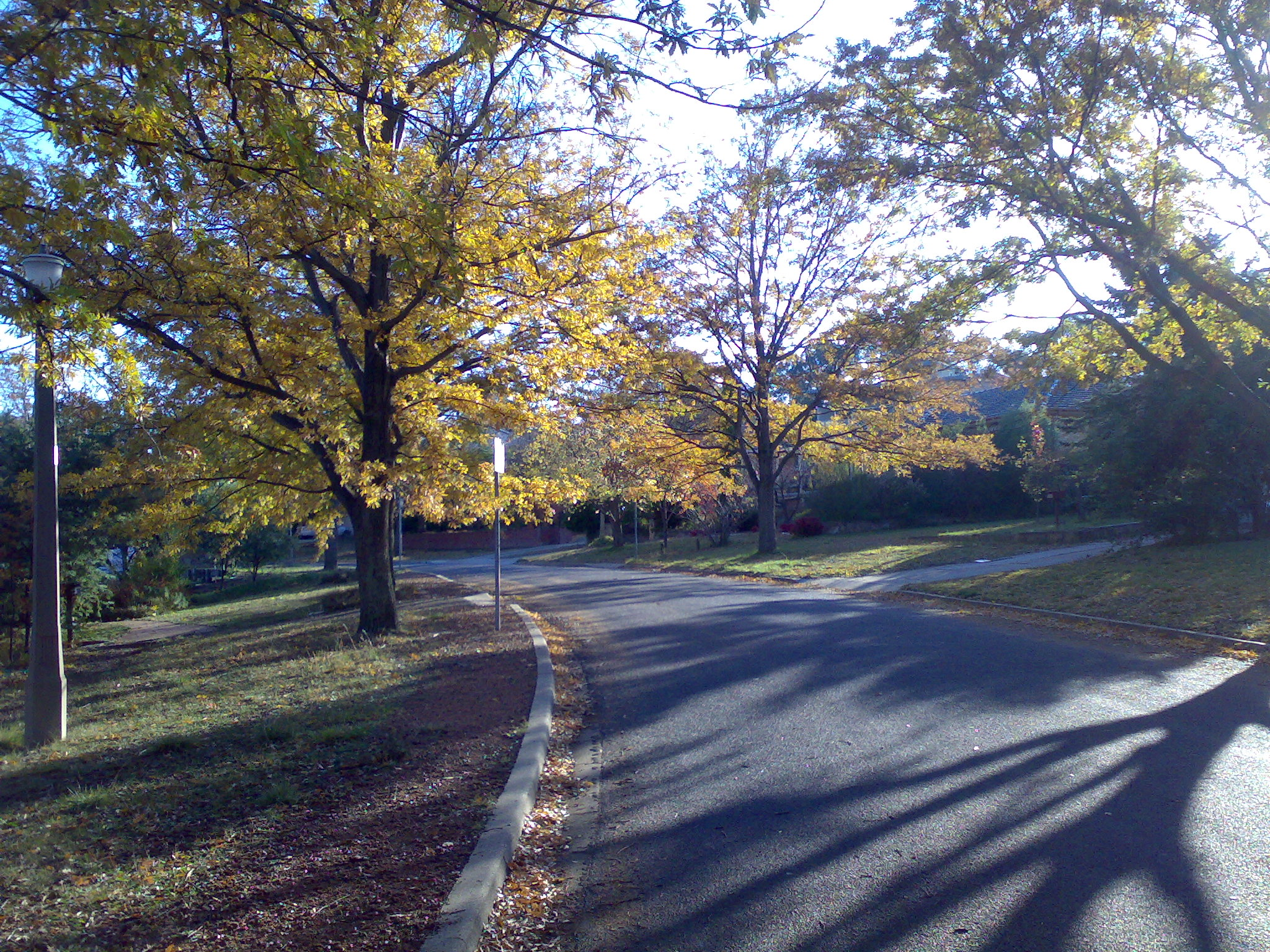
Вид на перекрёсток Геттинг в районе Кэмпбелл в середине осени

Район назван в честь Роберта Кэмпбелла, владельца поместья Дантрун, на территории которого и располагается район.

## Достопримечательности
В Кэмпбелле расположены Австралийский военный мемориал, Королевский военный колледж, Академия Сил обороны Австралии, штаб-квартира Государственного объединения научных и прикладных исследований. Также в районе находятся Деревня Эйнсли — центр пребывания для людей со специальными нуждами и офисный центр Кэмпбелл Парк.

## Образование
В районе расположены следующие школы: Старшая школа Кэмпбелл, Начальная школа Кэмпбелл и Начальная школа грамматики Канберра Нортсайд.